# Aleurodiscus patelliformis
Aleurodiscus patelliformis är en svampart som beskrevs av G. Cunn. 1956. Aleurodiscus patelliformis ingår i släktet Aleurodiscus och familjen Stereaceae.   Inga underarter finns listade i Catalogue of Life.